# Ci, którzy nadepnęli tygrysowi na ogon
Ci, którzy nadepnęli tygrysowi na ogon (jap. 虎の尾を踏む男達 Tora no o wo fumu otokotachi) – japoński film kostiumowy z 1945 roku. Zdjęcia kręcono w Tokio.

## Fabuła
Pewien japoński władca, Yoshitsune, zostaje prawie zamordowany przez swojego brata, Yoritomo. Yoshitsune, przebierając się za bagażowego, wraz ze swymi ochroniarzami i innymi sługami, przebranymi za buddyjskich mnichów, próbują się przedostać za granicę. Jednak, gdy docierają do granicy, muszą udowodnić, że naprawdę są ludźmi, za których się podają.

## Obsada
- Hanshiro Iwai – Yoshitsune
- Masayuki Mori – Kamei
- Takashi Shimura – Kataoka
- Yoshio Kosugi – Suruga
- Susumu Fujita – Togashi
- Akitake Kōno – Ise
- Denjirō Ōkōchi – Benkei
- Kenichi Enomoto – tragarz